# Prasek
Prasek település Csehországban, a Hradec Králové-i járásban. Prasek Nový Bydžov, Měník, Humburky, Zdechovice, Kobylice és Králíky településekkel határos. Lakosainak száma 617 fő (2024. január 1.).

## Népesség
A település lakosságának változását az alábbi diagram mutatja:
| Lakosok száma | 995  | 1125 | 1008 | 639  | 568  | 600  | 610  | 613  | 606  | 617  |
|               | 1869 | 1900 | 1921 | 1961 | 1980 | 2011 | 2016 | 2019 | 2021 | 2024 |